# بيل راسيل (لاعب كرة قاعدة)
بيل راسيل (بالإنجليزية: Bill Russell)‏ هو لاعب كرة قاعدة أمريكي، ولد في 21 أكتوبر 1948 في مقاطعة كراوفورد في الولايات المتحدة.

## وصلات خارجية
- بيل راسيل على موقعبيزبول رفرنس.كوم (الدوري الرئيسي) (الإنجليزية)
- بيل راسيل على موقعبيزبول رفرنس.كوم (الدوري الثانوي) (الإنجليزية)
- بيل راسيل على موقع إي إس بي إن.كوم (أم.أل.بي) (الإنجليزية)
- بيل راسيل على موقع مشجعي الرسوم البيانية (الإنجليزية)
- بيل راسيل على موقع قاعة كنساس للمشاهير الرياضية (مؤرشف) (الإنجليزية)